# Christian Julius Wilhelm Schiede
Christian Julius Wilhelm Schiede (3 de febrer de 1798 – desembre de 1836) va ser un metge i botànic alemany nascut a Kassel.
Estudià ciències naturals i medicina a Berlín i Göttingen, practicà la medicina a Kassel.
L'any 1828 Schiede emigrà a Mèxic, acompanyat per Ferdinand Deppe (1794-1861). Els dos científics van planificar recollir espècimens botànics i zoològics, que podien ser venuts a museus d'Europa. El juliol de 1828 es van assentar a Jalapa, i van fer expedicions per l'estat de Veracruz. Christian Schiede morí a Mèxic el 1836 als 38 anys.
El gènere de plantes Schiedeella i Schiedea el commemoren.

## Publicacions
- Über Bastarde im Pflanzenreich, 1824 – híbrids del regne vegetal.
- Schiede, C. J. W. De plantis hybridis sponte natis (1825) on BioLib
- Befruchtung der pflanzen, 1825 – Fertilització de les plantes.
- "De plantis Mexicanis a G. Schiede" (1830-1844); amb Diederich Franz Leonhard von Schlechtendal, Ferdinand Deppe i Adelbert von Chamisso.
- Bibliography on World.Cat